# Bestesbulzibar
(R. A. Salvatore, Il risveglio del demone)
Bestesbulzibar è un personaggio immaginario e il principale antagonista della prima trilogia della saga fantasy di Demon Wars scritta da R. A. Salvatore.

## Storia
Bestesbulzibar è uno dei demoni dactyl e il suo scopo è dominare, con qualsiasi mezzo, il mondo di Corona e le creature che lo popolano.
Nel sesto secolo il demone si insediò nelle viscere del Monte Aida e radunò un grande esercito con cui cominciare la conquista dei regni umani: ma i suoi piani furono bloccati dai Touel'alfar guidati dal ranger Terranen Dinoniel che ingaggiò una dura guerra contro le sue forze. Dinoniel pose fine al conflitto proprio nel monte del Barbacan, infilzando il cuore di Bestesbulzibar: il demone dactyl riuscì comunque ad ottenere una vittoria in quanto con le sue ultime forze riuscì a far eruttare l'Aida spazzando via il ranger e gli elfi, che da quel momento furono costretti a ritirarsi a Caer'alfar per evitare l'estinzione. Ma il demone era una creatura eterna, che ciclicamente ritornava a Corona per perseguire i suoi scopi: infatti trecento anni dopo la sua sconfitta, Bestesbulzibar tornò, risvegliandosi nelle viscere del Monte Aida in un bozzolo di pietra vulcanica. Orchetti, powrie e Giganti fomoriani colsero il suo richiamo e misero da parte rivalità e gelosie per unirsi in un grande esercito che solo pochi anni dopo sarebbe arrivato a contare quasi 80000 unità. Il demone dactyl procurò alla propria armata un vessillo sotto cui combattere e dei luogotenenti a cui obbedire: per i Powrie Ubba Banrock, Ulg Tik'Narn e Kos-Kosio Begulne, per gli orchetti invece Re Gothra e per i giganti Maiyer Dek e Togul Dek capo delle guardie scelte del demone. 
Bestesbulzibar scatenò l'invasione nell'anno di Dio 825, travolgendo i villaggi delle Terre dei Boschi e gli insediamenti a nord di Palmaris. Il piano del demone dactyl prevedeva di assediare la città del nord e tenere così impegnato l'esercito bearmano mentre una seconda armata aggrediva l'Alpinador e raggiungeva l'Oceano Mirianico congiungendosi con la flotta powrie. A questo punto si sarebbe compiuto uno sbarco nel Golfo di Corona e il regno di Honce-the-Bear sarebbe crollato sotto il peso di due fronti. Successivamente Bestesbulzibar avrebbe rivolto la sua attenzione al Behren, facendo scatenare una guerra civile al suo interno per indebolirlo e soggiogandolo poi con il suo esercito.
Frugando nella mente di Juraviel, che stava salvando un gruppo di profughi dalle grinfie degli orchetti, Bestesbulzibar scoprì la missione intrapresa da Avelyn Desbris e i suoi compagni: raggiungere il Monte Aida e distruggere la fonte del male. Il demone dactyl non riuscì ad uccidere l'elfo in quanto Lady Dasslerond intervenne in suo favore trasportando magicamente il gruppo all'interno della Foresta di Nubi: Bestesbulzibar riuscì a fuggire dagli elfi ma lasciò loro, sulla loro terra, un segno di oscurità che avrebbe fatto marcire la valle dei Touel'alfar entro un centinaio d'anni.
Il demone dactyl commise un terribile errore: sottovalutò largamente la forza e il coraggio di Avelyn e dei suoi amici; non solo essi erano riusciti ad arrivare nel Barbacan, nelle viscere del Monte Aida ma erano anche arrivati a distruggere la sua forma fisica. La vittoria era stata pagata però con la vita del buon Avelyn.
Lo spirito del demone però non era stato spezzato: Bestesbulzibar si avvicinò al Padre Abate Dalembert Markwart, colui che avrebbe dovuto essere il suo peggior nemico, ma che grazie alle sue ossessioni e alla sua rabbia nei confronti di Avelyn Desbris permise alla creatura oscura di plagiarlo. Ogni volta che il prelato si immergeva in se stesso per risolvere i propri problemi, il demone gli forniva una risposta, un'ispirazione che lo trascinava sempre più verso le tenebre; ormai ridotto ad una marionetta, il padre abate eseguì la volontà di Bestesbulzibar arrivando addirittura ad evocare degli spiriti oscuri ultraterreni, tramite un libro di stregoneria bandito da secoli dalla Chiesa. 
Lo spirito di Bestesbulzibar fu tuttavia sconfitto da Pony ed Elbryan durante il furioso scontro spirituale di Chasewind Manor, che mise fine all'esistenza del terribile demone.